# 1961年の野球
1961年の野球（1961ねんのやきゅう）では、1961年の野球界における動向をまとめる。

## 競技結果

### 日本プロ野球

#### ペナントレース
| 順位 | 球団             | 勝 | 敗 | 分 | 勝率 | 差   |
| 1位  | 読売ジャイアンツ | 71 | 53 | 6  | .573 | 優勝 |
| 2位  | 中日ドラゴンズ   | 72 | 56 | 2  | .563 | 1.0  |
| 3位  | 国鉄スワローズ   | 67 | 60 | 3  | .528 | 5.5  |
| 4位  | 阪神タイガース   | 60 | 67 | 3  | .472 | 12.5 |
| 5位  | 広島カープ       | 58 | 67 | 5  | .464 | 13.5 |
| 6位  | 大洋ホエールズ   | 50 | 75 | 5  | .400 | 21.5 |

| 順位 | 球団               | 勝 | 敗  | 分 | 勝率 | 差   |
| 1位  | 南海ホークス       | 85 | 49  | 6  | .634 | 優勝 |
| 2位  | 東映フライヤーズ   | 83 | 52  | 5  | .615 | 2.5  |
| 3位  | 西鉄ライオンズ     | 81 | 56  | 3  | .591 | 5.5  |
| 4位  | 毎日大映オリオンズ | 72 | 66  | 2  | .522 | 15.0 |
| 5位  | 阪急ブレーブス     | 53 | 84  | 3  | .387 | 33.5 |
| 6位  | 近鉄バファロー     | 36 | 103 | 1  | .259 | 51.5 |

#### 日本シリ
| 日付                                   | 試合   | ビジター球団（先攻） | スコア   | ホーム球団（後攻） | 開催球場   |
| -------------------------------------- | ------ | -------------------- | -------- | ------------------ | ---------- |
| 10月21日（土）                         | 第1戦  | 雨天中止             | 雨天中止 | 雨天中止           | 大阪球場   |
| 10月22日（日）                         | 第1戦  | 読売ジャイアンツ     | 0 - 6    | 南海ホークス       | 大阪球場   |
| 10月23日（月）                         | 第2戦  | 雨天中止             | 雨天中止 | 雨天中止           | 大阪球場   |
| 10月24日（火）                         | 第2戦  | 読売ジャイアンツ     | 6 - 4    | 南海ホークス       | 大阪球場   |
| 10月25日（水）                         | 移動日 | 移動日               | 移動日   | 移動日             | 移動日     |
| 10月26日（木）                         | 第3戦  | 南海ホークス         | 4 - 5    | 読売ジャイアンツ   | 後楽園球場 |
| 10月27日（金）                         | 第4戦  | 雨天中止             | 雨天中止 | 雨天中止           | 後楽園球場 |
| 10月28日（土）                         | 第4戦  | 雨天中止             | 雨天中止 | 雨天中止           | 後楽園球場 |
| 10月29日（日）                         | 第4戦  | 南海ホークス         | 3 - 4    | 読売ジャイアンツ   | 後楽園球場 |
| 10月30日（月）                         | 第5戦  | 南海ホークス         | 6 - 3    | 読売ジャイアンツ   | 後楽園球場 |
| 10月31日（火）                         | 移動日 | 移動日               | 移動日   | 移動日             | 移動日     |
| 11月1日（水）                          | 第6戦  | 読売ジャイアンツ     | 3 - 2    | 南海ホークス       | 大阪球場   |
| 優勝：読売ジャイアンツ（6年ぶり5回目） |        |                      |          |                    |            |

#### 個人タイトル
|              | セントラル・リーグ | セントラル・リーグ | セントラル・リーグ | パシフィック・リーグ | パシフィック・リーグ | パシフィック・リーグ |
| タイトル     | 選手               | 球団               | 成績               | 選手                 | 球団                 | 成績                 |
| ------------ | ------------------ | ------------------ | ------------------ | -------------------- | -------------------- | -------------------- |
| 最優秀選手   | 長嶋茂雄           | 巨人               |                    | 野村克也             | 南海                 |                      |
| 最優秀新人   | 権藤博             | 中日               |                    | 徳久利明             | 近鉄                 |                      |
| 沢村栄治賞   | 権藤博             | 中日               |                    |                      |                      |                      |
| 首位打者     | 長嶋茂雄           | 巨人               | .353               | 張本勲               | 東映                 | .336                 |
| 最多本塁打   | 長嶋茂雄           | 巨人               | 28本               | 野村克也 中田昌宏    | 南海 阪急            | 29本                 |
| 最多打点     | 桑田武             | 大洋               | 94打点             | 山内和弘             | 大毎                 | 112打点              |
| 最多盗塁     | 近藤和彦           | 大洋               | 35盗塁             | 広瀬叔功             | 南海                 | 42盗塁               |
| 最多安打     | 長嶋茂雄           | 巨人               | 158安打            | 榎本喜八             | 大毎                 | 180安打              |
| 最高出塁率   | 長嶋茂雄           | 巨人               | .456               | 豊田泰光             | 西鉄                 | .421                 |
| 最優秀防御率 | 権藤博             | 中日               | 1.70               | 稲尾和久             | 西鉄                 | 1.69                 |
| 最多勝利     | 権藤博             | 中日               | 35勝               | 稲尾和久             | 西鉄                 | 42勝                 |
| 最多奪三振   | 権藤博             | 中日               | 310奪三振          | 稲尾和久             | 西鉄                 | 353奪三振            |
| 最高勝率     | 伊藤芳明           | 巨人               | .684               | 稲尾和久             | 西鉄                 | .750                 |

#### ベストナイン
|          | セントラル・リーグ | セントラル・リーグ | パシフィック・リーグ | パシフィック・リーグ |
| 守備位置 | 選手               | 球団               | 選手                 | 球団                 |
| -------- | ------------------ | ------------------ | -------------------- | -------------------- |
| 投手     | 権藤博             | 中日               | 稲尾和久             | 西鉄                 |
| 捕手     | 森昌彦             | 巨人               | 野村克也             | 南海                 |
| 一塁手   | 藤本勝巳           | 阪神               | 榎本喜八             | 大毎                 |
| 二塁手   | 土屋正孝           | 国鉄               | 森下整鎮             | 南海                 |
| 三塁手   | 長嶋茂雄           | 巨人               | 中西太               | 西鉄                 |
| 遊撃手   | 河野旭輝           | 中日               | 豊田泰光             | 西鉄                 |
| 外野手   | 江藤慎一           | 中日               | 田宮謙次郎           | 大毎                 |
| 外野手   | 近藤和彦           | 大洋               | 張本勲               | 東映                 |
| 外野手   | 森永勝治           | 広島               | 山内和弘             | 大毎                 |

### 高校野球
- 第33回選抜高等学校野球大会優勝：法政二（神奈川県）
- 第43回全国高等学校野球選手権大会優勝：浪商（大阪府）

### 大学野球
- 第10回全日本大学野球選手権大会優勝：日本大

- 東京六大学野球連盟優勝 春：明治大、秋：法政大
- 東都大学野球連盟優勝 春：日本大、秋：芝浦工業大
- 関西六大学野球連盟優勝 春：関西大、秋：立命館大

### 社会人野球
- 第32回都市対抗野球大会優勝：日本石油

### メジャーリーグ
- ワールドシリーズ
ニューヨーク・ヤンキース（ア・リーグ） （4勝1敗） シンシナティ・レッズ （ナ・リーグ）

## できごと

### 4月
- 4月5日 - 選抜高等学校野球大会の決勝戦が行われ、神奈川県の法政大学第二高校がエース柴田勲の投打にわたる活躍でセンバツ初優勝。前年夏（第42回）に続いての優勝で、学制改革後初の夏春連覇を達成。
- 4月8日 - プロ野球のセントラル・リーグ、パシフィック・リーグの公式戦が開幕[2]。
- 4月21日 - 中日は名古屋市中区の中部日本新聞社にて社会人野球・日本生命の柳川福三の入団を正式に発表[3]。
- 4月22日 - 西鉄の中西太が大阪球場での対南海1回戦の五回表に2号3点本塁打を打ち、プロ通算200本塁打を達成[4]。
- 4月28日 - 大阪球場での南海対近鉄2回戦でもやのため七回表から中堅に審判が一人つき、プロ野球史上初めて審判7人制をとった[5]。

### 5月
- 5月5日 - 大毎の小野正一が西宮球場での対阪急3回戦に先発して完封で今季2勝目を上げ、プロ通算100勝を達成[6]。
- 5月6日 - 南海の杉浦忠が平和台球場での対西鉄5回戦に先発して完投で今季4勝目を上げ、プロ通算100勝を達成[7]。
- 5月7日 - 平和台球場での西鉄対南海のダブルヘッダー第2試合の5回戦で南海は二回表にパ・リーグ新記録の12得点、9連続得点[8]。
- 5月9日 - 【MLB】ボルチモア・オリオールズのジム・ジェンタイルがメトロポリタン球場でのツインズ戦にてメジャー・リーグ新記録となる2打席連続満塁本塁打を記録[9]。
- 5月13日 - 日本社会人野球協会は文京区の萬成館にて緊急の理事会を開き、「今後はプロ野球の退団者は受け入れない」と決定し声明文を発表[10]。
- 5月20日 - 沖縄県（当時は琉球政府）初のプロ野球公式戦となる西鉄対東映10回戦が午後4時から那覇市奥武山球場にて行われ、東映が3-0で勝利[11]。
- 5月30日 - 阪急は大阪球場での対南海9回戦に6-2で勝ち、昨年から続いていた南海戦の連敗を15で止める[12]。

### 6月
- 6月3日 - 近鉄のジャック・ブルームが西宮球場での対阪急10回戦の5回裏の守備で一塁側の観客の「ヤンキーゴーホーム」の野次に怒り、スタンドに上がって野次った観客に暴行を加えて、退場処分を受ける[13]。
- 6月5日 - パ・リーグの会長の中沢不二雄は3日の試合で観客の野次に怒って観客に暴力を振るった近鉄のジャック・ブルームに対し3日から9日までの一週間の出場停止と制裁金5万円を課したと発表[14]。
- 6月6日 - 阪神は監督の金田正泰から病気のため当面の間休養したいと申し出たため休養し、コーチの藤本定義が監督代理となると発表[15]。
- 6月10日 - 大洋の箱田淳が広島市民球場での対広島9回戦に出場し、プロ通算1000試合出場を達成[16]。
- 6月11日 - 南海の森下整鎮が平和台球場での対西鉄12回戦に出場し、プロ通算1000試合出場を達成[17]。
- 6月20日 - 国鉄スワローズの森滝義巳が後楽園球場での対中日ドラゴンズ10回戦に先発し、完全試合を達成[18]。

### 7月
- 7月5日
  - 中日の権藤博が中日球場での対国鉄13回戦に先発して今季9度目の完封を記録し、39年野口二郎の8完封の記録を更新する新人選手の年間最多完封の新記録[19]。
  - 近鉄の小玉明利が西宮球場での対阪急14回戦の八回表に二塁打を打ち、プロ通算1000安打を達成[20]。
- 7月25日 - 巨人は前中日コーチの牧野茂の入団を発表[21]。
- 7月26日 - 国鉄の町田行彦が後楽園球場での対大洋19回戦に出場し、プロ通算1000試合出場を達成[22]。
- 7月29日 - 南海の杉浦忠が大阪球場での対西鉄17回戦の九回表に城戸則文から三振を奪い、プロ通算1000奪三振を達成[23]。

### 8月
- 8月2日 - 西鉄の稲尾和久が駒沢球場での対東映ダブルヘッダー第一試合の15回戦の九回裏に毒島章一から三振を奪い、プロ通算1500奪三振を達成[24]。
- 8月7日 -  第32回都市対抗野球の決勝戦が後楽園球場にて午後7時から行われ、横浜市の日本石油が名古屋市の新三菱重工を延長12回の末4-2で破り、3年ぶり3度目の優勝を達成[25]。
- 8月8日 - 大毎の山内一弘が大阪球場での対南海15回戦の一回表に14号2点本塁打を放ち、プロ通算200本塁打を達成[26]。
- 8月10日 - 阪急の米田哲也が平和台球場での阪急対西鉄18回戦に先発して6回1失点の内容で7勝目を挙げ、プロ通算100勝を達成[27]。
- 8月20日 - 全国高等学校野球選手権大会の決勝戦が行われ、大阪府の浪商高校が2年生エース尾崎行雄の活躍で15年ぶり2度目の優勝。前日の準決勝で法政二高の史上初となる甲子園3連覇を阻止。
- 8月27日 - 西鉄の稲尾和久が後楽園球場での西鉄対大毎20回戦の八回裏から登板して30勝目を挙げ、金田正一の3度を更新する4度目のシーズン30勝を達成[28]。

### 9月
- 9月7日 - 後楽園球場での巨人対国鉄ダブルヘッダー第2試合の22回戦で、2-2で迎えた国鉄11回表の攻撃で、2死一、二塁の場面で三ゴロとなり、二塁走者の土屋雅敬が三本間に挟まれ主審の島秀之助はアウトと宣告したが、国鉄は三塁の長島茂雄が走塁妨害をしたと抗議して島は判定をセーフへと覆し、今度は巨人がこれに抗議。また興奮した観客がグラウンドに火をつけた新聞や座布団を投げ入れるなど球場全体が騒然とし、警視庁の機動隊約230名とと富坂署60名が警戒に当たる。試合は1時間52分中断した後23時53分に再開、3対2で国鉄が勝利。試合終了は翌8日の0時11分で、日本プロ野球史上初の2日間にまたがる試合となった[29][30]。
- 9月16日 - 巨人の広岡達朗が広島市民球場での対広島19回戦の4回表に9号本塁打を打ち、プロ通算100本塁打を達成[31]。
- 9月27日 - 後楽園球場での大毎対阪急のダブルヘッダー第二試合の26回戦で、大毎は三回裏に榎本喜八が二塁打を打ちプロ通算1000安打、山内一弘が2点適時三塁打を打ち、別当薫の持つパ・リーグ記録を更新するシーズン106打点を達成[32]。
- 9月30日 - 西鉄の若生忠男が平和台球場での対阪急25回戦にて、パ・リーグタイ記録の4打席連続三振を記録[33]。

### 10月
- 10月1日 - 西鉄の稲尾和久が平和台球場での対阪急戦ダブルヘッダー第1試合の26回戦に先発し7回6安打2失点の内容で勝利投手となり、パ・リーグシーズンタイ記録の38勝目を記録。続く第2試合の第27回戦でも7回から3イニングを投げて1安打1無失点の内容で勝利投手となり、同新記録の39勝目を記録[34]。
- 10月3日 - 中日の権藤博が中日球場での対国鉄25回戦に先発して1対0で完封し、1シーズン12完封のセ・リーグ新記録[35]。
- 10月6日 - 巨人の長島茂雄が後楽園球場での対国鉄26回戦の九回裏に28号本塁打を打ち、プロ通算100本塁打を達成[36]。
- 10月7日 - 西鉄の稲尾和久が平和台球場での対近鉄28回戦の延長十回表に島田光二から三振を奪い、パ・リーグ新記録となるシーズン最多奪三振337[37]。
- 10月9日 - 広島球場での広島対中日26回戦で中日が破れたため、巨人のセ・リーグ優勝が決定[38]。
- 10月10日 - 沢村賞の選考が東京運動記者クラブ加盟各社部長会によって正午から有楽町のレバンテにて開かれ、中日の権藤博を選出[39]。
- 10月11日 - 東映の土橋正幸が大阪球場での対南海24回戦の六回裏に杉山光平から三振を奪い、プロ通算1000奪三振を達成[40]。
- 10月13日 - 阪急は球団社長の和田薫が辞任し、後任に京阪神急行電鉄社長の小林米三が就任すると発表[41]。
- 10月14日 - 大毎の柳田利夫が後楽園球場での対西鉄26回戦の七回裏一死一、二塁の場面で左翼席へ本塁打を打つが、二塁手前で前の走者の葛城隆雄を追い越したためアウトとなり本塁打を取り消される[42]。
- 10月15日
  - 駒沢球場での南海対東映フライヤーズダブルヘッダー第1試合の26回戦で南海が4対2で勝利し、1959年以来2年ぶり、球団史上8度目のパ・リーグ優勝を達成[43]。
  - 西鉄の稲尾和久は後楽園球場での対大毎ダブルヘッダー第1試合の27回戦の二回裏に神谷雅巳を三振二打ち取り、金田正一の持つプロ野球記録のシーズン最多奪三振に並ぶ今季350個目の奪三振、三回裏二死満塁の場面で山内和弘を見逃し三振に打ち取り、年間最多奪三振のプロ野球新記録となる今季351個目の奪三振[44]。
- 10月16日
  - プロ野球の1961年度の最高殊勲選手、最優秀新人、ベストナインを決定するプロ野球担当記者投票の開票が行われ、最高殊勲選手はセ・リーグは巨人の長島茂雄、パ・リーグは野村克也。最優秀新人はセ・リーグは中日の権藤博、パ・リーグは近鉄の徳久利明を選出[45]。
  - 中日は名古屋市内の中部日本新聞社にて役員会を開き、監督の濃人渉、ヘッドコーチの石本秀一の留任を確認し、また与那嶺要のコーチ就任を決定[46]。
- 10月30日 - 近鉄は午後、上本町の近鉄本社会議室にて記者会見し、監督の千葉茂を解任し、後任に大毎オリオンズのコーチの別当薫が就任すると正式に発表[47]。

### 11月
- 11月1日 - 1961年の日本シリーズの第6戦が大阪球場で行われ、巨人が南海に6対4で勝利し、6年ぶり5度目の優勝達成。MVPは宮本敏雄が選ばれる[48]。
- 11月4日 - 西鉄は午前11時より福岡市のクラブ九州にて内野手の中西太が選手兼任で監督、内野手の豊田泰光が選手兼任で助監督、稲尾和久が選手兼コーチに就任したと正式に発表[49]。
- 11月15日 - 阪神は野球解説者の青田昇が一軍打撃コーチに就任したと発表[50]。
- 11月21日 - 阪急は東京・有楽町の京阪神急行電鉄東京支社にて西本幸雄のコーチ就任を発表[51]。

### 12月
- 12月9日 - 大毎の飯尾為男・福塚勝哉と阪神の土井豊・高井良一男の交換トレードが成立したと大毎、阪神の両球団が発表[52]。
- 12月16日 - 中日は森徹を大洋へ金銭トレードしたと発表[53]。
- 12月25日 - 神宮外苑運営委員会は午後5時半から信濃町の明治記念館にて会合を開き、プロ球団の神宮球場の使用について検討した結果、「東京六大学野球、東都野球、社会人野球などの日程を優先とし、これらのアマチュア野球が使用しないときに、プロ球団の神宮球場の使用を開放する」と決定。11月中旬に東映フライヤーズより同球場の使用の申し入れがあった[54]。
- 12月29日 - 東映は京橋の球団事務所にて記者会見し、来年の東京での試合は後楽園球場と神宮球場を使用すると発表[55]。

## 誕生

### 1月
- 1月5日 - 吉竹春樹
- 1月5日 - ヘンリー・コトー
- 1月5日 - 沖泰司
- 1月10日 - 石嶺和彦
- 1月10日 - 大畑徹
- 1月10日 - 近藤満
- 1月18日 - 栗岡英智
- 1月18日 - 小田真也
- 1月23日 - 広瀬哲朗
- 1月31日 - 河野誉彦

### 2月
- 2月1日 - 木戸克彦
- 2月2日 - 大野雄次
- 2月15日 - 松浦英信

### 3月
- 3月10日 - マイク・バークベック
- 3月12日 - 村井一男
- 3月15日 - 岡本哲司
- 3月21日 - 森下知幸（+ 2014年）

### 4月
- 4月3日 - 小沢誠
- 4月5日 - 藤村雅人
- 4月6日 - 石川晃
- 4月6日 - 岡田康志
- 4月13日 - 牛島和彦
- 4月16日 - 藤本貴久
- 4月20日 - ドン・マッティングリー
- 4月20日 - 阿部慶二
- 4月23日 - 北安博
- 4月26日 - 栗山英樹
- 4月26日 - 仲野和男

### 5月
- 5月5日 - 杉永政信
- 5月20日 - ラルフ・ブライアント
- 5月20日 - 高野光（+ 2000年）
- 5月27日 - 内田強

### 6月
- 6月1日 - 佐藤誠一
- 6月3日 - ホセ・トレンティーノ
- 6月7日 - 岡崎郁
- 6月7日 - 白井一幸
- 6月10日 - 長冨浩志
- 6月11日 - 吉田康夫
- 6月12日 - 高橋一彦
- 6月15日 - 田鎖博美
- 6月17日 - ミッキー・ブラントリー
- 6月22日 - 大坪幸夫
- 6月23日 - 小松崎善久
- 6月26日 - 鍋屋道夫
- 6月28日 - 西岡良洋

### 7月
- 7月4日 - 板沢峰生（+ 1980年）
- 7月10日 - 鴻野淳基
- 7月10日 - 木村竹志
- 7月16日 - 高田博久
- 7月16日 - 成田幸洋

### 8月
- 8月16日 - 日野善朗
- 8月22日 - 田中学
- 8月24日 - 銚子利夫

### 9月
- 9月10日 - 栄村忠広
- 9月14日 - 関根浩史
- 9月21日 - 清川栄治（+ 2024年）
- 9月25日 - 清水治美

### 10月
- 10月3日 - 藤田浩雅
- 10月6日 - 中居謹蔵
- 10月7日 - 鹿島忠
- 10月8日 - 岩切英司（+ 2024年）
- 10月9日 - 永田利則
- 10月29日 - 山中潔

### 11月
- 11月2日 - 滝口光則
- 11月9日 - 坂本佳一
- 11月12日 - 長嶋清幸
- 11月15日 - 小早川毅彦
- 11月22日 - 金敷一美

### 12月
- 12月11日 - 山岡勝
- 12月19日 - 香川伸行（+ 2014年）
- 12月26日 - 仁村徹
- 12月26日 - ジム・トレーバー

## 死去
- 7月17日 - タイ・カッブ（* 1886年）